# Telipogon steinii
Telipogon steinii är en orkidéart som beskrevs av Dodson och Rodrigo Escobar. Telipogon steinii ingår i släktet Telipogon och familjen orkidéer. Inga underarter finns listade i Catalogue of Life.